# Хатиро, Ёсио
Ёсио Хатиро (яп. 鉢呂 吉雄 Хатиро Ёсио, род. 25 января 1948, Синтоцукава, префектура Хоккайдо) — японский политик и государственный деятель. Член Палаты представителей Японии из Конституционно-демократической партии и член палаты советников в Сейме (национальный законодательный орган).

## Политическая карьера
Он был избран в Палату представителей впервые в 1990 году как независимый. Позднее он присоединился сначала к Социалистической партии Японии, а затем к Демократической партии Японии. В 2003 году он покинул Сейм, чтобы баллотироваться на пост губернатора Хоккайдо, что не увенчалось успехом. В том же году он баллотировался в 4-й район Хоккайдо в Палату представителей и был избран. В сентябре 2011 года он был назначен министром экономики, торговли и промышленности в кабинете новоназначенного премьер-министра Ёсихико Нода.